# Campeonato Roraimense 2007
In 2007 werd het 48ste Campeonato Roraimense gespeeld voor voetbalclubs uit Braziliaanse staat Roraima. De competitie werd georganiseerd door de FRF en werd gespeeld van 31 maart tot 2 juni. Omdat Roraima beide fases won was er geen finale om de titel nodig. 

## Eerste fase
| Plaats | Club         | Wed. | W | G | V | Saldo | Ptn. |
| ------ | ------------ | ---- | - | - | - | ----- | ---- |
| 1.     | Roraima      | 5    | 5 | 0 | 0 | 17:3  | 15   |
| 2.     | Baré         | 5    | 4 | 0 | 1 | 14:2  | 12   |
| 3.     | São Raimundo | 5    | 3 | 0 | 2 | 6:5   | 9    |
| 4.     | River        | 5    | 2 | 0 | 3 | 6:11  | 6    |
| 5.     | GAS          | 5    | 1 | 0 | 4 | 8:19  | 3    |
| 6.     | Rio Negro    | 5    | 0 | 0 | 5 | 3:14  | 0    |

|  | Geplaatst voor finale |

## Tweede fase

### Groep A
| Plaats | Club         | Wed. | W | G | V | Saldo | Ptn. |
| ------ | ------------ | ---- | - | - | - | ----- | ---- |
| 1.     | Baré         | 2    | 2 | 0 | 0 | 8:0   | 6    |
| 2.     | São Raimundo | 2    | 1 | 0 | 1 | 1:2   | 3    |
| 3.     | GAS          | 2    | 0 | 0 | 2 | 0:7   | 0    |

|  | Geplaatst voor finale tweede fase |

### Groep B
| Plaats | Club      | Wed. | W | G | V | Saldo | Ptn. |
| ------ | --------- | ---- | - | - | - | ----- | ---- |
| 1.     | Roraima   | 2    | 2 | 0 | 0 | 3:0   | 6    |
| 2.     | River     | 2    | 1 | 0 | 1 | 2:3   | 3    |
| 3.     | Rio Negro | 2    | 0 | 0 | 2 | 1:3   | 0    |

|  | Geplaatst voor finale tweede fase |

### Finale
|               |      |       |         |  |
| 2 juni Finale | Baré | 2 – 3 | Roraima |  |
| 2 juni Finale |      |       |         |  |

### Kampioen
| Campeonato Roraimense de 2007 |
| Roraima                       |
| ----------------------------- |
| RORAIMA Kampioen (18° titel)  |